# خوان يوريبا
خوان يوريبا هو لاعب كرة قاعدة دومينيكاني، ولد في 22 مارس 1979 في Sabana Grande de Palenque ‏ في جمهورية الدومينيكان.

## وصلات خارجية
- خوان يوريبا على موقع دوري كرة القاعدة الرئيسي (الإنجليزية)
- خوان يوريبا على موقعبيزبول رفرنس.كوم (الدوري الرئيسي) (الإنجليزية)
- خوان يوريبا على موقعبيزبول رفرنس.كوم (الدوري الثانوي) (الإنجليزية)
- خوان يوريبا على موقع إي إس بي إن.كوم (أم.أل.بي) (الإنجليزية)
- خوان يوريبا على موقع مشجعي الرسوم البيانية (الإنجليزية)